# 잭 브라운 밴드
잭 브라운 밴드(Zac Brown Band)는 미국의 컨트리 음악 밴드이다.
2009년 이래로 그래미상 3회 수상을 포함하여 아카데미 오브 컨트리 뮤직 어워드, 아메리칸 뮤직 어워드, 컨트리 음악 협회상, 컨트리 뮤직 텔레비전상 등에서 총 56회 노미네이트되었으며 8회 수상했다.
2013년 제55회 그래미상 시상식에서 잭 브라운이 특별출연해 엘튼 존 · 티본 버넷 등과 함께 〈The Weight〉를 불렀다.

## 디스코그래피
스튜디오 음반
- 《Far from Einstyne》(2004)
- 《Home Grown》(2005)
- 《The Foundation》(2008)
- 《You Get What You Give》(2010)
- 《Uncaged》(2012)